# Antidote (Hardcore-Band)
Antidote ist eine Band der ersten Welle des New York Hardcore und gilt als einer der bedeutenden Vertreter dieser Musikrichtung. Nach mehreren Auflösungen ist die Band seit 2008 wieder aktiv.

## Geschichte
Antidote gehörte zum Zeitpunkt ihrer Gründung 1983 zur ersten Welle des NYHC. Gegründet wurde die Band von Gitarrist Robert Ortiz und Bassist Tommy Victor, die sich bei einem Bad-Brains-Konzert kennengelernt hatten und sich eine Wohnung in East Village teilten. Zum ersten Line-up gehörten Schlagzeuger Joseph McGuckin, der zuvor bei den Misfits gespielt hatte und dort 1982 herausgeworfen worden war, und ein Graffitikünstler namens „T“. Letzterer wurde noch vor den Aufnahmen zur ersten EP durch den Türsteher und Bad-Brains-Roadie Louie Rivera ersetzt. Rivera und McGuckin waren Hare-Krishna-Anhänger, was in der durch den Straight-Edge-Gedanken geprägten Hardcoreszene zu dieser Zeit keine Seltenheit war. Die EP Thou Shalt Not Kill wurde noch im gleichen Jahr dem DIY-Motto der Hardcore-Szene folgend auf dem eigens hierfür gegründeten Label Antidote Records veröffentlicht; Produzent war Jerry Williams, Eigentümer des A7-Clubs, einem Zentrum der jungen New Yorker Hardcore-Szene. 1984 verließ Rivera die Band nach einem Streit mit McGuckin und wurde durch Drew Stone ersetzt. 1986 löste sich Antidote auf.
In den späten 1980er-Jahren reformierte Ortiz die Band mit einem bis auf Sänger Stone komplett neuen Line-up inklusive zweitem Gitarristen. Auch der musikalische Stil änderte sich, die Musik wies deutliche Speed-Metal-Einflüsse auf, zudem hatte sich die Band einen Metal-kompatiblen Kleidungsstil zugelegt und trug lange Haare. 1992 löste sich die Band wieder auf.
2008 reformierten Stone und Ortiz die Band mit neuem Bassisten und neuem Schlagzeuger, um auf einer Reunion-Show des ehemaligen A7-Clubs in der Knitting Factory zu spielen. Aufgrund positiver Resonanz blieb die Band bestehen. 2014 spielte Antidote beim Ieperfest in Belgien, was ihren ersten Auftritt in Europa darstellte. Die Bassisten „Zum“ und Tristan Michael spielten abwechselnd in der Band. Anfang 2016 äußerte Sänger Stone, er glaube nicht, dass Antidote nochmals neue Songs aufnehmen werde, die Band würde aber auch weiterhin sporadisch Konzerte geben.
2020 verließ Gitarrist und Gründungsmitglied Ortiz die Band. Sänger Stone führt die Band seitdem weiter. Da Ortiz die Namensrechte an der Band beansprucht, gibt es seitdem einen Rechtsstreit zwischen ihm und Stone.
Sänger Drew Stone begann in den 2000er-Jahren eine Karriere als Filmemacher, drehte Musikvideos für Agnostic Front, Biohazard, Onyx, Run DMC und Type O Negative und zeichnet u. a. für den Dokumentarfilm All Ages: The Boston Hardcore Film verantwortlich. Der erste Sänger Louie Rivera zog nach Atlanta und arbeitete dort mit lokalen Hardcore-Bands zusammen. Schlagzeuger McGuckin veröffentlichte gemeinsam mit Brian Goss, der in den 1980er-Jahren bei Warzone gespielt hatte, 2014 unter dem Namen „The Noise“ eine Single auf dem deutschen Label Rookie Records. Bassist Victor, der auf der ersten EP unter dem Namen „Brian“ firmierte, gründete 1986 Prong und spielte in den 1990er-Jahren bei Danzig. Der aktuelle Bassist Tristan Michael spielt parallel bei The Undead, Gitarrist Tom Capone bei Quicksand.

## Stil und Bedeutung
Der Musikjournalist Matthias Mader beschreibt die Musik der Band als „rauh, hart, schnell (und) ohne den Anflug eines Kompromisses“; der Gesang von Sänger Rivera erinnere an den frühen Ray Cappo (Youth of Today). Antidote sei „ein Paradebeispiel dafür, wie New York im Jahre 1983 geklungen hat“. Cappo benennt seinerseits Rivera als sein Vorbild in puncto Gesang. Der Musikjournalist Steven Blush bezeichnet die Band als die „Idole“ der regelmäßigen Besucher des CBGB-Clubs. Das Onlinemagazin Dying Scene stellte heraus, dass Antidote zwar mit Joseph McGuckin als Schlagzeuger und John Joseph als Hintergrundsänger prominente Mitglieder hatte, aber eine Band gewesen sei, die „wegen ihrer Musik wichtig war und nicht wegen der Szenetypen, die in ihr spielten“. Das Online-Magazin No Echo bezeichnete die 1980er-Jahre-Musik von Antidote als „Mischung aus bösartigen, schnellen Liedern mit dynamischen Breaks, gefiltert durch Heavy-Metal-Einflüsse“ und befand, die Band habe die Messlatte für die nachfolgenden Bands des NYHC dargestellt. Das Onlinemagazin Cvltnation hielt in einer Analyse der politischen Positionierung der NYHC-Szene fest, dass Antidote ein wesentlicher Faktor in der Entwicklung des für den NYHC typischen Sounds waren, indem sie die Musik langsamer und die Breaks prägnanter gestalteten. Das Magazin legte dar, dass die Texte der Band teilweise migrantenfeindlich waren, obwohl im Line-up der frühen 1980er-Jahre mit Rivera und Ortiz zwei Puerto Ricaner vertreten waren, was eine für den NYHC durchaus typische Erscheinung sei. Dave Scott von Adrenalin O.D. bezeichnete Antidote in einem Interview als „eine der gewichtigsten Bands der New Yorker Szene“ und urteilte über die EP Thou Shalt Not Kill, sie habe „einen großartigen Sound, großartige Aufnahmen und großartiges Gitarrenspiel“. Bold-Sänger Matt Warnke bezeichnete die EP als „krankeste, perfekteste Eruption von Hardcore, die je erschaffen wurde“.

## Diskografie
- 1983: Thou Shalt Not Kill (EP, Antidote Records)
- 1990: Return 2 Burn (Metropolis Records)
- 1992: Viva Los Pendejos (Active Records)
- 2004: The A7 and Beyond (Split-Album mit The High and the Mighty, Grand Theft Audio)
- 2012: No Peace in Our Time (Bridge Nine Records)
- 2017: The Rock Years (Kompilationsalbum, Old School Metal Records)
- 2021: Thou Shalt Not Kill (Kompilationsalbum, Radio Raheem)